# Blésignac
Blésignac är en kommun i departementet Gironde i regionen Nouvelle-Aquitaine i sydvästra Frankrike. Kommunen ligger i kantonen Créon som tillhör arrondissementet Bordeaux. År 2022 hade Blésignac 311 invånare.

## Befolkningsutveckling
Antalet invånare i kommunen Blésignac
Referens:INSEE